# Fundacija Poti miru v Posočju
Fundacija Poti miru v Posočju je ustanova, ki jo je leta 2000 ustanovila Vlada Republike Slovenije.

## Dejavnost
Dejavnost Fundacije je vzpostavitev Študijskega centra Prve svetovne vojne z zgodovinsko knjižnico in dokumentacijskim centrom. Fundacija ima dva osnovna cilja; na enem mestu združiti informacije o soški fronti ter ohranitev in po potrebi obnovitev ostalin in pomembnejših spominskih obeležij na nekaterih območjih frontne črte v Posočju
Že pred ustanovitvijo Fundacije so nekatera zgodovinska in turistična društva v Posočju obnavljala in urejala dele frontne črte, po ustanovitvi Fundacije pa je le-ta prevzela osrednjo vlogo pri urejanju šestih muzejev na prostem. Skupaj z Zavodom za varstvo kulturne dediščine ter strokovnjaki restavratorji in konservatorji Fundacija danes obnavlja spominska obeležja iz časa prve svetovne vojne.
Fundacija ima sedež v Kobaridu.